# USA-245
USA-245またはNRO Launch 65 (NROL-65) は、2013年8月28日に打ち上げらたアメリカ合衆国の光学画像偵察衛星であり、アメリカ国家偵察局(NRO)が運用中のものである。アメリカの諜報機関のために、可視光および赤外線による高分解能の光学的画像を取得するために利用されている。
この衛星はエドワード・スノーデンが打上直後の2013年8月30日に暴露した資料によれば、米国議会の予算書上ではEIS (Enhanced Imagery System) と呼ばれている偵察衛星の1基であり、KH-11 光学画像偵察衛星の改良型で、KH-11シリーズとしては16基目 (KH-12シリーズと見なせば7基目)にあたり、USA-161 と同じく KH-11ブロック4型 (または KH-12ブロック2型)に属すると考えられている。また、この衛星は KH-11 シリーズの最後のものであると同時に、キーホール衛星プログラムの最後の物になるだろうとも考えられている。
USA-245の任務の詳細は米軍によって機密に指定されているが、多数の民間軍事アナリストは、打上げ以前からこの衛星を KH-12 と同定しており、またアマチュアの人工衛星観測者達は、この衛星が、この種の衛星で使われる軌道上にあることを確認している。
USA-245 は、ユナイテッド・ローンチ・アライアンス社によって、デルタ IV Heavy ロケットを用いて打上げられた。フライトナンバーは Delta 364 であり、フライトネームは Victoriaであった。打上げは、ヴァンデンバーグ空軍基地(カリフォルニア州)のSLC-6打上げ複合施設から、2013年8月28日18:03 UTCに行われた。ペイロードを放出後、ロケットの上段は、最初の1周を完了する前に軌道から外されて落下した。この打上げは、デルタ IV型ロケットにおいて、離陸時にロケットの周りの水素の雲に着火することにより、第1段ロケットの断熱材へのダメージが発生するという問題を解決する目的で、新しい着火手順を導入した最初のものとなった。

## 打上げの経緯
ボーイング社の主導で実施されてきたFIA計画が2005年に挫折したため、アメリカ国家偵察局 (NRO) は従来の KH-11(KH-12)型の衛星システムを2基追加で発注した。この決定に対する批判者は、これらの「超高性能」衛星は最新型のニミッツ級空母であるジョージ・H・W・ブッシュ (CVN-77、その調達費用の見積もりは2005年5月において63.5億米ドルに達していた)よりさらに高額になるとの懸念を表明した
。
これら2基の衛星の最初のものが USA-224 であり、2基目が今回の USA-245 である。これらはロッキード・マーティン社が、当初の見積もりより20億ドル安く、さらに計画よりも2年早く完成させたものである。

## ロシア・コスモス2542号、2543号による USA-245 への異常接近と追尾
2020年2月10日に、アメリカ宇宙軍司令官のジョン・ウイリアム・レイモンド大将は、タイム誌の取材に対して、次のように語った。ロシアが昨年11月26日に打上げた衛星であるコスモス2542号が、12月初旬に軌道上で第2の衛星、コスモス2543号を放出した。この衛星のペアが、1月中旬頃から USA-245 に接近した状態で追尾を続けるという異常で当惑させるような状態が現在でも続いている。約160km(100マイル)まで接近することも何度かあった。
タイム誌によれば、この事実は、アマチュア観測者のミカエル・トンプソン(Michael Thompson)により、1月31日にツイッター上で最初に指摘された。